# The Other Kingdom
The Other Kingdom é um seriado americano e canadense de fantasia e adolescente que estreou no Nickelodeon em 10 de abril de 2016. A série é produzida por DHX Media, e criado e produzido por Thomas W. Lynch.
Estreou no Brasil em 4 de setembro de 2016,as 19h30 na Nickelodeon.

## Enredo

### 1.ª Temporada (Com 20 episódios)
Astral é uma garota, mas não uma comum, ela é uma princesa fada do reino de Athenia e como uma fada possui poderes mágicos. Astral visita escondida dos seus pais o reino dos "outros", nós humanos, onde se apaixona por um garoto adolescente e é assim que surge a ideia de ir para o reino dos "outros" para enfim conquistar seu amor, no caminho ela enfrentará desafios e viverá aventuras com muita magia e pó-de- fada.

## Personagens
| Atores          | Personagens |
| --------------- | ----------- |
| Esther Zynn     | Astral      |
| Callan Potter   | Tristan     |
| Celina Martin   | Morgan      |
| Taylor Adams    | Devon       |
| Josette Halpert | Hailey      |

| Atores            | Personagens   |
| ----------------- | ------------- |
| Martin Roach      | King Oberon   |
| Tori Anderson     | Queen Titania |
| Alvina August     | Versitude     |
| C.J. Byrd-Vassell | Winston       |
| Brett Donahue     | Peter Quince  |
| Jeff Douglas      | Oswald        |
| Matt Burns        | Brendoni      |
| Torri Webster     | PeaseBlossom  |

## Episódios
| #  | Título                                                 | Escrito por | Storyboards por | Exibição original                                       |
| -- | ------------------------------------------------------ | ----------- | --------------- | ------------------------------------------------------- |
| 1  | "Que Tolos Humanos (BR)" "What Fools These Mortals Be" |             |                 | 10 de abril de 2016 4 de setembro de 2016 por anunciar  |
| 2  | "A Novata (BR)" "The New Kid"                          |             |                 | 10 de abril de 2016 4 de setembro de 2016 por anunciar  |
| 3  | "Telefone Sem Fio (BR)" "Lost in Translation"          |             |                 | 17 de abril de 2016 11 de setembro de 2016 por anunciar |
| 4  | "Obrigado Pelo Café (BR)" "Thanks a Latte!"            |             |                 | 17 de abril de 2016 11 de setembro de 2016 por anunciar |
| 5  | "Onde Há Fumaça (BR)" "Where There's Smoke..."         |             |                 | 24 de abril de 2016 18 de setembro de 2016 por anunciar |
| 6  | "Bruxa! (BR)" "Witch!"                                 |             |                 | 24 de abril de 2016 18 de setembro de 2016 por anunciar |
| 7  | "Temporada de Resfriados (BR)" "Cold Season"           |             |                 | 1 de maio de 2016 25 de setembro de 2016 por anunciar   |
| 8  | "Data de Validade (BR)" "Expiration Date"              |             |                 | 1 de maio de 2016 25 de setembro de 2016 por anunciar   |
| 9  | "Girls Just Wanna Have Fun"                            |             |                 | 8 de maio de 2016 2 de outubro de 2016 por anunciar     |
| 10 | "I Got This"                                           |             |                 | 8 de maio de 2016 2 de outubro de 2016 por anunciar     |
| 11 | "Trouncing the Council"                                |             |                 | 15 de maio de 2016 9 de outubro de 2016 por anunciar    |
| 12 | "Let There Be Cake"                                    |             |                 | 15 de maio de 2016 9 de outubro de 2016 por anunciar    |
| 13 | "Get a Job"                                            |             |                 | 22 de maio de 2016 16 de outubro de 2016 por anunciar   |
| 14 | "Bad, Bad City"                                        |             |                 | 22 de maio de 2016 16 de outubro de 2016 por anunciar   |
| 15 | "Love Hurts"                                           |             |                 | 5 de junho de 2016 23 de outubro de 2016 por anunciar   |
| 16 | "You Can't Go Home Again"                              |             |                 | 5 de junho de 2016 23 de outubro de 2016 por anunciar   |
| 17 | "Cliff Anger"                                          |             |                 | 12 de junho de 2016 30 de outubro de 2016 por anunciar  |
| 18 | "The Campaign"                                         |             |                 | 12 de junho de 2016 23 de outubro de 2016 por anunciar  |
| 19 | "The Great Escape"                                     |             |                 | 19 de junho de 2016 6 de novembro de 2016 por anunciar  |
| 20 | "Hidden in Plain Sight"                                | ASD         | ASA             | 19 de junho de 2016 6 de novembro de 2016 por anunciar  |